# Скијацано (Напуљ)
Скијацано је насеље у Италији у округу Напуљ, региону Кампанија.
Према процени из 2011. у насељу је живело 279 становника. Насеље се налази на надморској висини од 261 м.